# Zauberwald

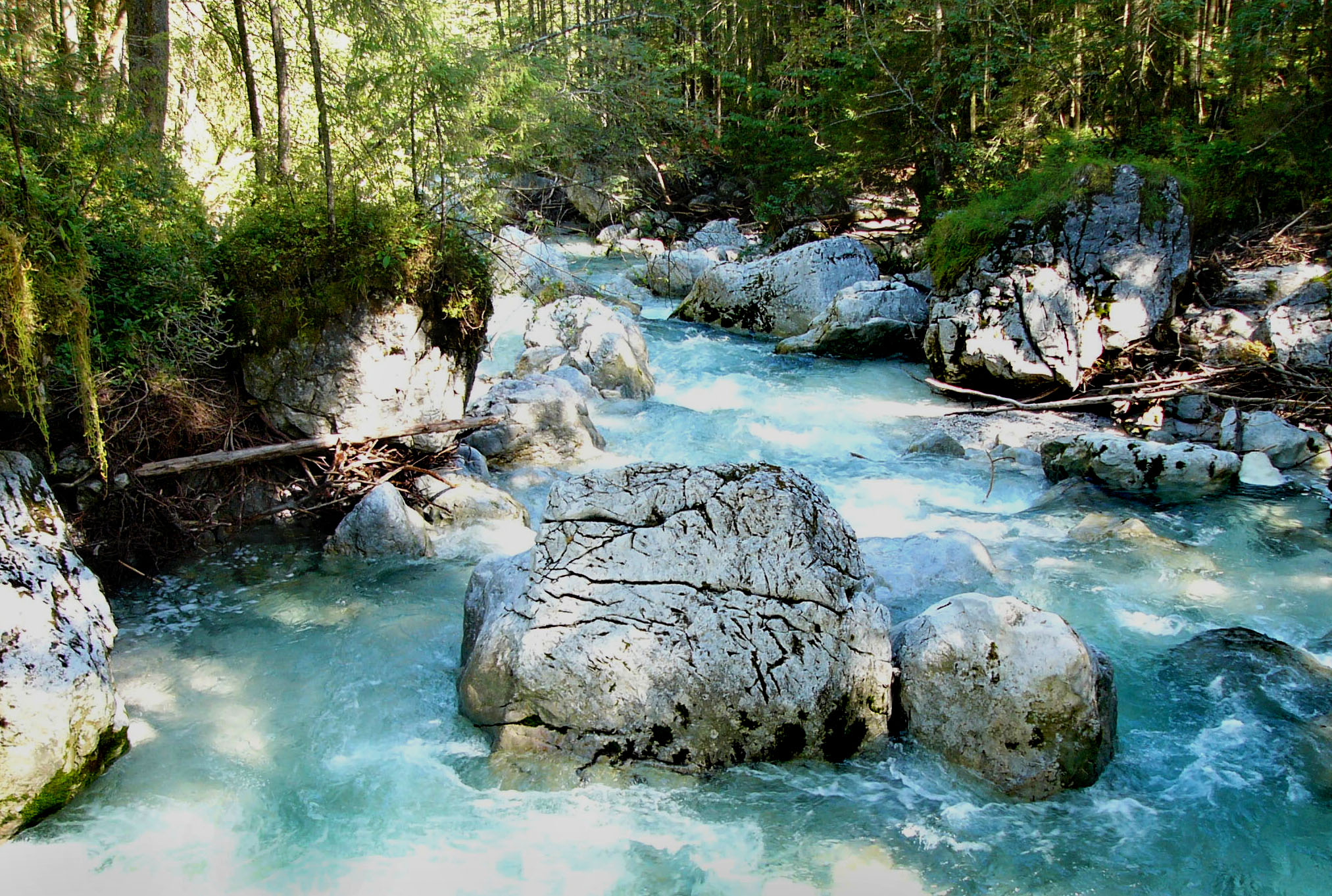
De Ramsauer Ache in het Zauberwald. Goed te zien zijn de grote rotsblokken.

Het Zauberwald is een bosrijke omgeving in Ramsau. Kenmerkend voor de omgeving zijn de grote rotsblokken die door het hele bos verspreid liggen. Het Zauberwald is ca. 3500 - 4000 jaar geleden ontstaan en wordt doorkruist door de Ramsauer Ache. Het Zauberwald grenst aan de Hintersee.